# جورج هيويت كاشمان
جورج هيويت كاشمان (بالإنجليزية: George Hewitt Cushman)‏ هو رسام أمريكي، ولد في 1814، وتوفي في 1876.